# Vačka

Animace vaček se zdvihátky

Vačka je součást strojů, která zajišťuje převod otáčivého pohybu na posuvný, a to v přesně vymezeném okamžiku.
Nejjednodušší vačka má vejčitý tvar, může však být i složitější. Je o ni opřeno zdvihátko, které je k ní přitlačeno pružinou. Při otáčení vačky se zdvihátko pohybuje podle tvaru vačky. Tvarem vačky lze mechanicky „naprogramovat“ dobu a výšku zdvihu v závislosti na jejím natočení.
Pokud je ve stroji hřídel, určená speciálně pro umístění vaček, nazývá se vačková hřídel.
Patrně nejznámějším využitím vaček je ovládání pohybu ventilů ve čtyřdobém spalovacím motoru. Vačková hřídel je v něm spojena s klikovou hřídelí převodem s poměrem 1:2, takže vačky zdvihají ventily s poloviční frekvencí proti otáčkám motoru tzn.: jedna otáčka vačkové hřídele = dvě otáčky klikové hřídele. Vačky jsou využívány i v mnoha a mnoha dalších strojích (pístová čerpadla, regulátory, vypínače, různé vystavovací mechanismy, mechanicky naprogramované automaty například obráběcí stroje pro hromadnou výrobu).
Speciálním druhem vačky je výstředník.

## Tvar vačky a vlastnosti mechanizmu

Jiná animace

Pro dosažení dostatečně velké rychlosti zdvihátka mají být boky vačky štíhlejší. Mohou být vytvořeny spojením samotných kruhových oblouků nebo až s vloženou tečnou, nejlépe však plynulým spojením několika obecných a charakteristických křivek, z nichž každá splňuje funkční podmínky na svém úseku působení. U ventilového rozvodu přeplňovaného spalovacího motoru může být vačka sacího nebo i výfukového ventilu vybavena na jednom z boků také menším druhým hrbem a to pro prodloužení překrytí ventilů (současného otevření sacích i výfukových) při vyplachování válce.
V praxi je tvar vačky odvozován výpočtem z předem stanovené zdvihové křivky zdvihátka. Její tvar bývá vyladěn tak, aby měla alespoň dvě první derivace v celém průběhu spojité. Mimořádný význam má při tom průběh křivky zrychlení. Příliš velká a rychle rostoucí kladná zrychlení způsobují nadměrný hluk a opotřebení dílů. Velká záporná zrychlení překonávají při vyšších otáčkách sílu přítlačné pružiny, čímž dochází k přerušení vazby, k rázům a vibracím. Velká záporná zrychlení na vrcholu činí vačku ostrou až podříznutou (kinematicky nereálnou).
Zdvihová křivka bývá konstruována spojitým složením až z osmi charakteristických úsekových křivek (čs. pat. čís. 147648) na jednom boku a navíc ještě z úseku náběhového. Vačky vstřikovacích čerpadel bývají až tangenciální s obecnou křivkou, spojující tečnu s velkým obloukem na vrcholu (čs. aut. osv. čís. 249267).

## Syntéza zdvihové křivky vačky
Ta může být zadána s pomocí nakreslené křivky zrychlení a pak integrováním (programem pro integrování funkce z tabulky). Grafické úpravy mohou být prováděny ještě „po cestě“ na křivce rychlosti. Výsledek se mnohokrát opakuje, protože bývá obtížné dodržet podmínku o maximálním zdvihu. Vačka by se nemusela vejít do tunelu vyhrazeného pro hřídel anebo by musely být čepy ložisek příliš velké.

## Vačka vzorová, příslušná vačka matiční a kopírovací vřeteno
Tvar samotné vačky, odvozené od zdvihové křivky se obvykle nezadává. Ze zdvihové křivky jsou odvozovány polární a tangenciální souřadnice pro frézování (na NC stroji) a pro broušení vzorové vačky, obvykle s krokem 0,5 grad. Ta ale také nemusí být zhotovena, vyrobíme-li přímo matiční vačku (šablonu) pro broušení celé vačkové hřídele na kopírovací brusce. Pro tuto cestu určíme polární a tangenciální souřadnice matiční vačky s respektováním kinematiky kopírovací brusky (samotné vačce se tvarem jen málo podobá). Ta je pak podkladem pro zhotovení kopírovacího vřetene pro sériové broušení vačkové hřídele na kopírovacích bruskách. V malosériové výrobě bývají tato vřetena skládána z dvojic matičních vaček.

## Výpočty vaček
Soustava navazujících programů musí dokonale zohledňovat kinematiku vačkového mechanizmu, strojů pro obrábění vzorové a matiční vačky (s přídavky a posuvy vřeten) a také kinematiku kopírovací brusky. Programy pro výpočet zdvihové křivky poskytují náhledy o průběhu zdvihu, derivací, poloměru křivosti obrysu vačky, plnosti zdvihové křivky, Hertzových tlaků a rychlostí skluzu. Součástí programu má být kompatibilní soustava podprogramů pro souřadnicové transformace obrysu vačky, matiční vačky anebo šablony a jejich ekvidistant, a to ze souřadnic polárních na tangenciální a obráceně. Musí umožňovat vstup tabulkou některého z těchto druhů souřadnic a má vyloučit z výpočtu hrubé chyby v zadání. Někteří autoři upřednostňují při interpolacích v těchto výpočtech (po vyloučení chyb) Lagrangeovu metodu s pevnými uzlovými body. Při výpočtu charakteristik vačky vstřikovacího čerpadla musí být zohledňován počátek a taktéž celý průběh zatížení soustavy výstřikem paliva (TPD, zákon vstřikování). Program ATEST vačky nebo matiční vačky zpracovává statistickou metodou výsledky měření dokonalosti jejich výroby na laserové lavici.